# Siklósbodony
Siklósbodony è un comune dell'Ungheria di 136 abitanti (dati 2008) situato nella contea di Baranya, regione Transdanubio Meridionale